# باشگاه فوتبال کورینتیان کاسولس
باشگاه فوتبال کورینتیان کاسولس (به انگلیسی: Corinthian-Casuals Football Club) یک باشگاه فوتبال در تالوورث، لندن کشور انگلستان است که در سال ۱۹۳۹ میلادی تأسیس شده‌است.